# Rise Up
Rise Up er det ottende studiealbum fra Cypress Hill, som blev udgivet den 20. april 2010. Det er deres første album med nyt materiale i seks år, efter 2004's Till Death Do Us Part (Til døden os skiller), og deres første album til at blive udgivet på EMI's Prioritet Records, deres første eventyr væk fra Columbia, der håndteres alle deres tidligere udgivelser.

## Trackliste
| 1.    | "It Ain't Nothin'" (featuring Young De)                 | Peabo Bryson, Louis Freese, Senen Reyes, Demerick Shelton                                        | B-Real                         | 4:01 |
| 2.    | "Light It Up"                                           | Louis Freese, Brian Holland, Senen Reyes, Peter Phillips, Demerick Shelton                       | Pete Rock                      | 3:17 |
| 3.    | "Rise Up" (featuring Tom Morello)                       | Tom Morello, Louis Freese, Senen Reyes, Demerick Shelton                                         | Tom Morello, B-Real            | 3:50 |
| 4.    | "Get It Anyway"                                         | Louis Freese, Jordan Omley, Senen Reyes, James Scheffer,Frank Romano                             | Jim Jonsin                     | 4:20 |
| 5.    | "Pass the Dutch" (featuring Evidence and The Alchemist) | Khalil Abdul-Rahman, Louis Freese, Alan Maman, Michael Perretta                                  | DJ Muggs, DJ Khalil            | 3:20 |
| 6.    | "Bang Bang"                                             | Louis Freese, Senen Reyes                                                                        | B-Real                         | 3:49 |
| 7.    | "K.U.S.H." (Introducing Kannabis Kartel)                | Louis Freese, Joaquin González                                                                   | Sick Jacken, B-Real            | 4:57 |
| 8.    | "Get 'Em Up"                                            | Keith Boxley, Louis Freese, Senen Reyes                                                          | B-Real                         | 3:52 |
| 9.    | "Carry Me Away" (featuring Mike Shinoda)                | Louis Freese, Senen Reyes, Mike Shinoda                                                          | Mike Shinoda                   | 4:07 |
| 10.   | "Trouble Seeker" (featuring Daron Malakian)             | Daron Malakian, Louis Freese, Senen Reyes                                                        | Daron Malakian                 | 3:39 |
| 11.   | "Take My Pain" (featuring Everlast)                     | Khalil Abdul-Rahman, Louis Freese, Erik Schrody, Daniel Tannenbaum                               | DJ Muggs, DJ Khalil,Danny Keyz | 3:36 |
| 12.   | "I Unlimited"                                           | Anne Dudley, Louis Freese, Senen Reyes, Malcolm McLaren                                          | B-Real                         | 4:25 |
| 13.   | "Armed & Dangerous"                                     | Jacob Dutton, Louis Freese, Willie Hutch, Senen Reyes                                            | Jake One, B-Real               | 3:27 |
| 14.   | "Shut 'Em Down" (featuring Tom Morello)                 | Louis Freese, Tom Morello, Senen Reyes                                                           | Tom Morello, B-Real            | 3:26 |
| 15.   | "Armada Latina" (featuring Pitbull and Marc Anthony)    | Marc Anthony, Stephen Stills, Louis Freese, Senen Reyes, James Scheffer, Armando Christian Perez | Jim Jonsin                     | 4:04 |
| 58:11 |                                                         |                                                                                                  |                                |      |

| 16. | "Dead Man's Gun" (featuring Young De) | Louis Freese, Demerick Ferm, Chad Bromley | Apathy | 4:01 |

| Amazon MP3 og Japan bonus track | Amazon MP3 og Japan bonus track | Amazon MP3 og Japan bonus track | Amazon MP3 og Japan bonus track | Amazon MP3 og Japan bonus track | Amazon MP3 og Japan bonus track | Amazon MP3 og Japan bonus track | Amazon MP3 og Japan bonus track | Amazon MP3 og Japan bonus track | Amazon MP3 og Japan bonus track |
| #                               | Titel                           | Sangskriver(e)                  | Producer(e)                     | Længde                          |                                 |                                 |                                 |                                 |                                 |
| ------------------------------- | ------------------------------- | ------------------------------- | ------------------------------- | ------------------------------- | ------------------------------- | ------------------------------- | ------------------------------- | ------------------------------- | ------------------------------- |
| 16.                             | "Rise Like Smoke"               | Louis Freese, Senen Reyes       | B-Real                          | 3:45                            |                                 |                                 |                                 |                                 |                                 |
| 61:56                           |                                 |                                 |                                 |                                 |                                 |                                 |                                 |                                 |                                 |

| Limited edition | Limited edition    | Limited edition                                                   | Limited edition     | Limited edition | Limited edition | Limited edition | Limited edition | Limited edition | Limited edition |
| #               | Titel              | Sangskriver(e)                                                    | Producer(e)         | Længde          |                 |                 |                 |                 |                 |
| --------------- | ------------------ | ----------------------------------------------------------------- | ------------------- | --------------- | --------------- | --------------- | --------------- | --------------- | --------------- |
| 16.             | "Strike the Match" | Louis Freese, Lawrence Muggerud, Senen Reyes, Khalil Abdul-Rahman | DJ Muggs, DJ Khalil | 3:33            |                 |                 |                 |                 |                 |
| 17.             | "Get Higher"       | Louis Freese, Senen Reyes                                         | B-Real              | 4:30            |                 |                 |                 |                 |                 |
| 66:14           |                    |                                                                   |                     |                 |                 |                 |                 |                 |                 |